# The Sea Lion
The Sea Lion è un film del 1921 diretto da Rowland V. Lee. Prodotto da Hobart Bosworth per la sua casa di produzione, fu sceneggiato da Joseph F. Poland su un soggetto di Emilie Johnson. Il film aveva come interpreti lo stesso Hobart Bosworth, Bessie Love, Emory Johnson, Emory Johnson, Charles Clary, Carol Holloway.

## Trama
John Nelson, capitano di una baleniera, è un lupo di mare indurito dalle circostanze della vita: la sua ossessione è il ricordo di un giorno di circa 16 anni prima quando, di ritorno da un viaggio di sei mesi in mare, aveva trovato a casa un biglietto della moglie, Dolly May, che gli annunciava di averlo lasciato in favore dell'uomo che veramente amava.
Il giovane Tom Walton, reduce da una delusione amorosa, si imbarca sulla nave di Nelson, sulla quale, una volta salpati, si verifica, per errore, una perdita d'acqua potabile, nel bel mezzo di una persistente bonaccia. Il tentativo di Nelson di accaparrarsi gran parte dell'acqua rimasta provoca quasi un ammutinamento della ciurma, quando Tom, dalla coffa, avvista un'isola fuori dalle rotte usuali. Si decide dunque, lasciando la baleniera alla rada, di compiere una spedizione sull'isola alla ricerca di acqua dolce.
L'isola è abitata da due persone, reduci di un naufragio di diversi anni prima: la giovane Blossom, nata sull'isola, la cui madre era morta qualche tempo dopo averla data alla luce, ed il vecchio "zio Billy". Venuto a conoscenza dell'identità della madre di Blossom, Dolly May Nelson, John si convince che la ragazza sia figlia della moglie e dell'uomo per il quale ella l'aveva lasciato, Bob Simmons, e si mette, in preda ai cattivi sentimenti, a trattare duramente la giovane fino a rinchiuderla in una cabina.

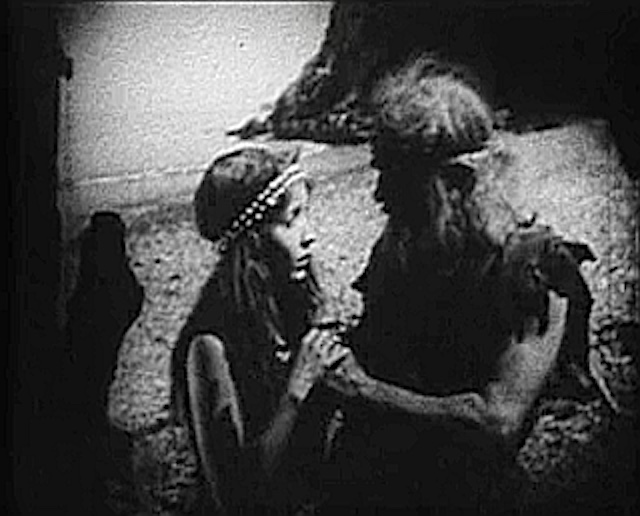
Bessie Love e Richard Morris

Tom la fa evadere, nascondendola provvisoriamente in una lancia, che però prende il mare per inseguire una balena appena avvistata. Nel frattempo un fortunale investe le imbarcazioni, e Nelson decide di lasciare la lancia alla sua sorte ed inverte la rotta della baleniera. Una scorsa al diario di Blossom tuttavia induce Nelson a ripensare agli avvenimenti di sedici anni prima: come si ricostruisce grazie all'aiuto di zio Billy, il biglietto che Nelson aveva trovato era in realtà stato indirizzato tempo prima dalla moglie al suo vecchio pretendente Bob Simmons, il quale, nel rapire Dolly Mae, lo aveva riesumato e piazzato a casa di Nelson per inscenare l'abbandono. Dolly Mae era stata costretta da Simmons ad imbarcarsi sulla nave che poi era naufragata nei pressi dell'isola, dove, poco dopo, era nata Blossom.
Nelson è quindi persuaso che Blossom sia sua figlia, e, sfidando la tempesta ed avvicinandosi pericolosamente a minacciosi scogli affioranti riesce a trarre in salvo la ragazza e l'equipaggio della lancia.

## Produzione
Prodotto dalla Hobart Bosworth Productions, il film fu girato nella primavera 1921.

## Distribuzione
Il copyright del film, richiesto dalla Hobart Bosworth Productions, Inc., fu registrato il 18 dicembre 1921 con il numero LP17447. Distribuito dalla Associated Producers Inc., uscì nelle sale cinematografiche statunitensi il 5 dicembre 1921. In Francia, fu distribuito il 2 maggio 1924 con il titolo Les Chasseurs de baleines (o, al singolare, Le Chasseur de baleines).

### Conservazione
Copia completa della pellicola si trova conservata negli archivi della Library of Congress di Washington, dell'UCLA Film And Television Archive di Los Angeles, del Pacific Film Archive di Berkeley.